# Dorrance
Dorrance es una ciudad ubicada en el de condado de Russell en el estado estadounidense de Kansas. Según el censo del año 2010 la ciudad presenta una población de 185 habitantes.

## Historia
Los alemanes, ingleses e irlandeses formaron una pequeña comunidad en Dorrance en el año 1870. A mediados de 1872 se unió un grupo de colonos de Pensilvania. La ciudad de Dorrance fue nombrada así por Oliver Dorrance (superintendente ferroviario) en el año 1880. Esta ciudad se convirtió en un centro de bienes y servicios para el este del condado de Russel.

## Geografía
Dorrance se encuentra ubicada en las coordenadas 38°50′49″N 98°35′18″O / 38.84694, -98.58833 (38.846977, -98.588338).

## Demografía
Según la Oficina del Censo en 2000 los ingresos medios por hogar en la localidad eran de $31,250 y los ingresos medios por familia eran $37,000. Los hombres tenían unos ingresos medios de $26,875 frente a los $16,071 para las mujeres. La renta per cápita para la localidad era de $20,513. Alrededor del 8.7% de la población estaban por debajo del umbral de pobreza.
A partir del censo de 2010, había 185 personas, 85 familias y 51 familias que aún residen en la ciudad. La densidad de población era 616,7 personas por milla cuadrada (238,1 / km²). Hay 113 unidades de vivienda en una densidad media de 376.7 por milla cuadrada (125.6 / km ²). La composición racial de la ciudad era 96.8% blanca, 2.7% indio americano y 0.5% asiático. Los hispanos y latinos de cualquier raza eran el 0.5% de la población.

## Economía
A partir del año 2012, el 64,8% de la población mayor de 16 años ya se encontraba ejerciendo algún trabajo. El 0.0% estaba en las fuerzas armadas, y el 64.8% estaba en la fuerza de trabajo civil con el 55.7% empleado y el 9.0% desempleado. La composición según la ocupación de trabajo civil empleada fue: 35.3% en administración, negocios, ciencia y artes; 22.1% en ventas y ocupaciones de oficina; 16.2% en ocupaciones de servicio; 13.2% en recursos naturales, construcción y mantenimiento; y 13.2% en producción, transporte y movimiento de materiales. Las tres industrias que empleaban los mayores porcentajes de la fuerza de trabajo civil activa eran: agricultura, silvicultura, pesca y caza, y minería (27,9%); servicios educativos, asistencia médica y asistencia social (26.5%); y fabricación (14.7%). 